# 10604 Susanoo
10604 Susanoo este un asteroid din centura principală de asteroizi.

## Descriere
10604 Susanoo este un asteroid din centura principală de asteroizi. A fost descoperit pe 3 noiembrie 1996 la Oohira de Takeshi Urata. El prezintă o orbită caracterizată de o semiaxă mare de 3,18 ua, o excentricitate de 0,11 și o înclinație de 11,1° în raport cu ecliptica.